# Tour de Flandes 1991
El Tour de Flandes 1991, la 75.ª edición de esta clásica ciclista belga. Se disputó el 7 de abril de 1991. El vencedor final fue el belga Edwig Van Hooydonck, que se impuso en solitario en la llegada a Meerbeke. El también belga Johan Museeuw y el danés Rolf Sørensen completaron el podio.

## Clasificación General
| Posición | Ciclista            | Equipo                | Tiempo     |
| -------- | ------------------- | --------------------- | ---------- |
| 1        | Edwig Van Hooydonck | Buckler-Colnago-Decca | 7h 02' 00" |
| 2        | Johan Museeuw       | Lotto                 | + 45"      |
| 3        | Rolf Sørensen       | Ariostea              | + 45"      |
| 4        | Rolf Gölz           | Ariostea              | + 45"      |
| 5        | Frans Maassen       | Buckler-Colnago-Decca | + 1' 43"   |
| 6        | Marc Madiot         | R.M.O                 | + 1' 48"   |
| 7        | Jesper Skibby       | TVM-Sanyo             | + 1' 48"   |
| 8        | Franco Ballerini    | Del Tongo             | + 1' 48"   |
| 9        | Laurent Jalabert    | Toshiba               | + 1' 48"   |
| 10       | Marc Sergeant       | Panasonic-Sportlife   | + 1' 48"   |